# Cacería de venados

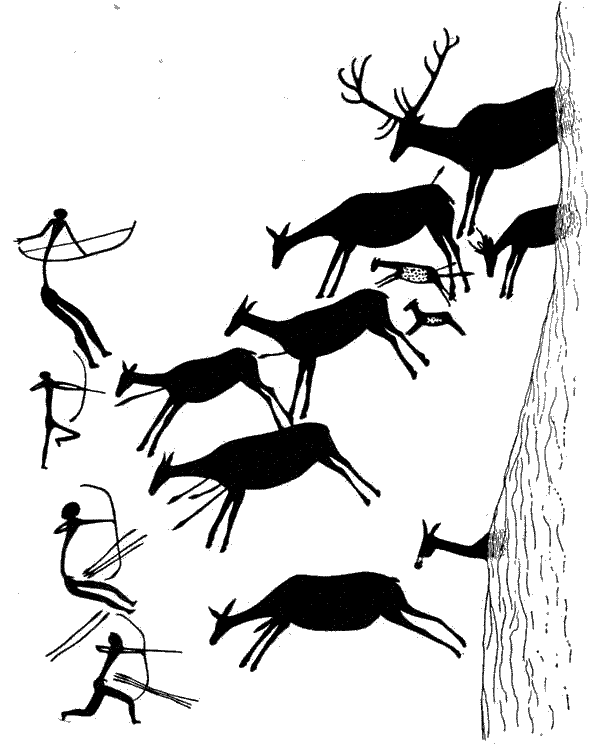
Una pintura neolítica de caza de ciervos de España

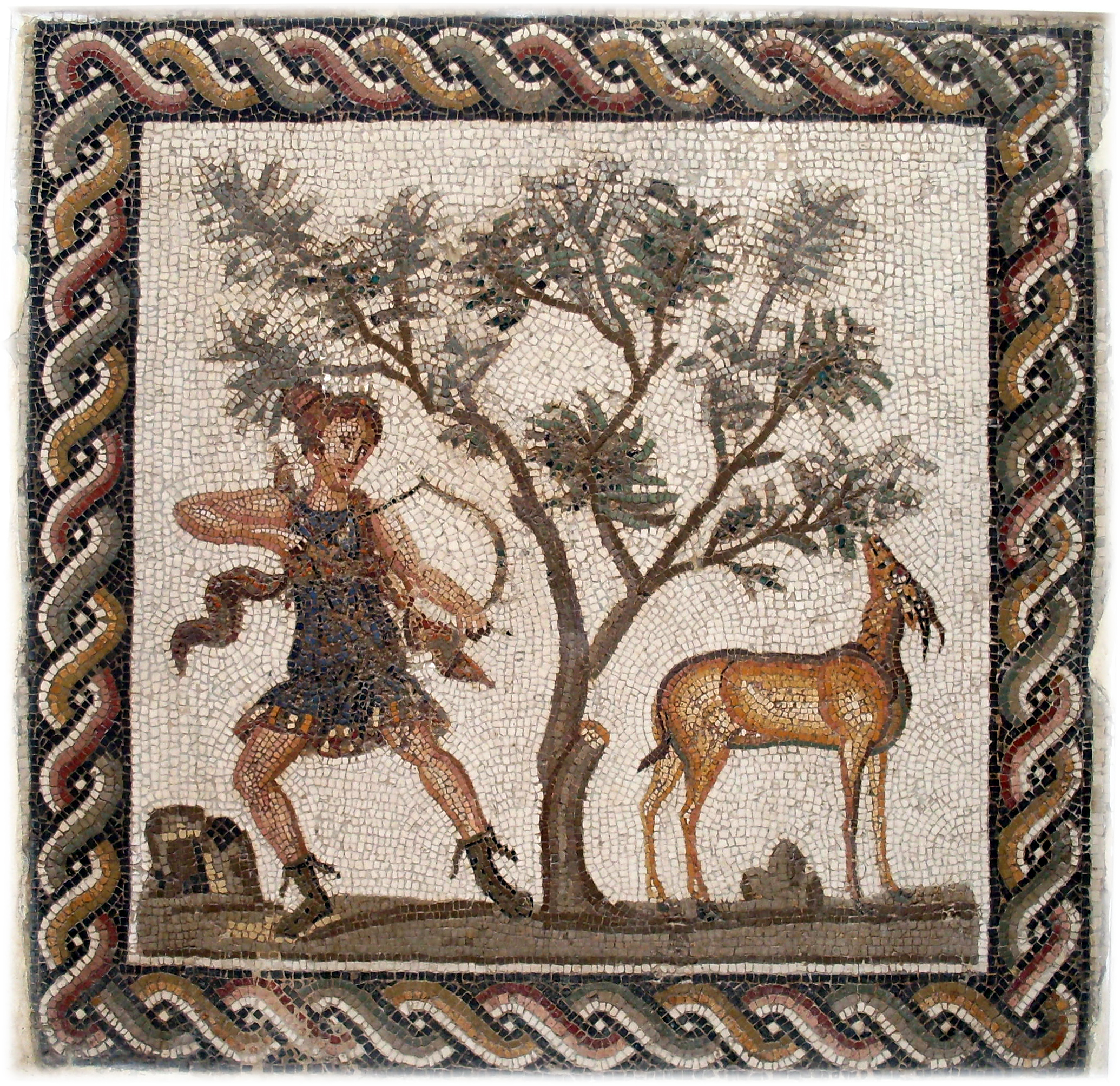
Un mosaico romano que representa a la diosa Diana cazando ciervos

La caza de ciervos o venados consiste en dar caza a diferentes especies cérvidos por carne y deporte, siendo una actividad que se remonta a decenas de miles de años. Al ser un alimento nutritivo y una fuente natural de proteína animal, La carne de venado, es conseguida a través de la caza de estos animales salvajes que generalmente no son criados. Existen diferentes especies de cérvidos que habitan diversas áreas naturales en todo el mundo, a los cuales el ser humano les ha dado caza por milenios. Una forma de preservar las poblaciones, y por ende tanto la afición como la fuente de alimento, es cazando los machos adultos que han desarrollado sus astas al máximo, siendo un indicador de haber esparcido su genética en la población, coincidentemente los cazadores desde tiempos ancestrales, han valorado y colectado las astas de sus presas. Las astas de los cérvidos se pueden clasificar en dos categorías; las típicas y atípicas. Las cuales se miden y obtienen puntuaciones específicas entre los cazadores que buscan incluirlas en libros de records, tales como el Rowland Ward, que busca de esta manera recopilar información referente a las diversas especies de interés cinegético.
La caza del ciervo es una actividad regulada en muchos países. En los Estados Unidos, una agencia del gobierno estatal como el Departamento de Pesca y Vida Silvestre (DFW) o el Departamento de Recursos Naturales (DNR) supervisa las regulaciones.
Las regulaciónes, permisos y prohibiciones pueden variar en. Por ejemplo, en el Reino Unido, es ilegal usar arcos o rifles de calibre inferior a .243 (6 mm) para la caza, mientras que en Perú el calibre mínimo permitido es el .22 de fuego central